# Dictamnus dasycarpus
Dictamnus dasycarpus är en vinruteväxtart som beskrevs av Porphir Kiril Nicolai Stepanowitsch Turczaninow. Dictamnus dasycarpus ingår i släktet diptamer, och familjen vinruteväxter. Inga underarter finns listade i Catalogue of Life.